# Vini Zabù
Vini Zabù (Kod UCI: THR) – włoska (w latach 2011–2012 brytyjska) grupa kolarska funkcjonująca pod różnymi nazwami w latach 2009–2021, od początku działalności należała do dywizji UCI Professional Continental Teams.

## Nazwa grupy w poszczególnych latach
Opracowano na podstawie:
| lata      | nazwa                         |
| --------- | ----------------------------- |
| 2009      | ISD Cycling Team              |
| 2010      | ISD-Neri                      |
| 2011      | Farnese Vini-Neri Sottoli     |
| 2012      | Farnese Vini-Selle Italia     |
| 2013      | Vini Fantini-Selle Italia     |
| 2014      | Neri Sottoli                  |
| 2015      | Southeast                     |
| 2016      | Southeast-Venezuela           |
| 2016      | Wilier Triestina-Southeast    |
| 2017–2018 | Wilier Triestina-Selle Italia |
| 2019      | Neri Sottoli-Selle Italia-KTM |
| 2020      | Vini Zabù-KTM                 |
| 2020      | Vini Zabù-Brado-KTM           |
| 2021      | Vini Zabù                     |

## Sezony

### 2021

#### Skład
| Skład drużyny 2021      | Skład drużyny 2021 | Skład drużyny 2021 | Skład drużyny 2021                        |
| Imię i nazwisko         | Data urodzenia     | Państwo            | Poprzednia grupa                          |
| ----------------------- | ------------------ | ------------------ | ----------------------------------------- |
| Andrea Bartolozzi       | 3 maja 1999        | Włochy             |                                           |
| Liam Bertazzo           | 17 lutego 1992     | Włochy             | MG Kvis-Wilier (2014)                     |
| Mattia Bevilacqua       | 17 czerwca 1998    | Włochy             | Team Franco Ballerini (2019)              |
| Simone Bevilacqua       | 22 lutego 1997     | Włochy             | Zalf Euromobil Désirée Fior (2017)        |
| Matteo De Bonis         | 26 września 1995   | Włochy             |                                           |
| Andrea Di Renzo         | 24 stycznia 1995   | Włochy             | VPM Porto Sant'Elpidio Monte Urano (2019) |
| Marco Frapporti         | 30 marca 1985      | Włochy             | Androni Giocattoli-Sidermec (2019)        |
| Roberto González        | 21 maja 1994       | Panama             | Bicicletas Strongman (2017)               |
| Kamil Gradek            | 17 września 1990   | Polska             | CCC Team (2020)                           |
| Alessandro Iacchi       | 26 maja 1999       | Włochy             |                                           |
| Jakub Mareczko          | 30 kwietnia 1994   | Włochy             | CCC Team (2020)                           |
| Davide Orrico           | 17 lutego 1990     | Włochy             | Team Vorarlberg-Santic (2020)             |
| Daniel Pearson          | 26 lutego 1994     | Wielka Brytania    | Canyon DHB p/b Soreen (2020)              |
| Jan Petelin             | 2 lipca 1996       | Luksemburg         | Differdange-GeBa (2019)                   |
| Joab Schneiter          | 6 sierpnia 1998    | Szwajcaria         | Swiss Racing Academy (2020)               |
| Riccardo Stacchiotti    | 8 listopada 1991   | Włochy             | Giotti Victoria-Palomar (2019)            |
| Veljko Stojnić          | 4 lutego 1999      | Serbia             | Team Franco Ballerini (2019)              |
| Leonardo Tortomasi      | 21 stycznia 1994   | Włochy             |                                           |
| Wout van Elzakker       | 14 listopada 1998  | Holandia           | Differdange-GeBa (2019)                   |
| Etienne van Empel       | 14 kwietnia 1994   | Holandia           | Roompot-Nederlandse Loterij (2018)        |
| Edoardo Zardini         | 2 listopada 1989   | Włochy             | Bardiani CSF (2017)                       |
|                         |                    |                    |                                           |
| Źródło: ProCyclingStats |                    |                    |                                           |

#### Zwycięstwa
| Zwycięstwa | Zwycięstwa                                             | Zwycięstwa | Zwycięstwa | Zwycięstwa     | Zwycięstwa |
| Data       | Wyścig                                                 | Państwo    | Kategoria  | Zwycięzca      |            |
| ---------- | ------------------------------------------------------ | ---------- | ---------- | -------------- | ---------- |
| 3 mar      | Trofej Umag                                            | Chorwacja  | 1.2        | Jakub Mareczko |            |
| 23 mar     | Settimana Internazionale di Coppi e Bartali, 1. A etap | Włochy     | 2.1        | Jakub Mareczko |            |

### 2020

#### Skład
| Skład drużyny 2020                       | Skład drużyny 2020 | Skład drużyny 2020 | Skład drużyny 2020                        |
| Imię i nazwisko                          | Data urodzenia     | Państwo            | Poprzednia grupa                          |
| ---------------------------------------- | ------------------ | ------------------ | ----------------------------------------- |
| Andrea Bartolozzi                        | 3 maja 1999        | Włochy             |                                           |
| Gianmarco Begnoni (1 sty–1 lut)          | 20 marca 1996      | Włochy             |                                           |
| Liam Bertazzo                            | 17 lutego 1992     | Włochy             | MG Kvis-Wilier (2014)                     |
| Simone Bevilacqua                        | 22 lutego 1997     | Włochy             | Zalf Euromobil Désirée Fior (2017)        |
| Mattia Bevilacqua                        | 17 czerwca 1998    | Włochy             | Team Franco Ballerini (2019)              |
| Francesco Manuel Bongiorno               | 1 września 1990    | Włochy             | Sangemini-MG.Kvis-Vega (2018)             |
| Matteo Busato                            | 20 grudnia 1987    | Włochy             | Androni Giocattoli-Sidermec (2019)        |
| Matteo De Bonis                          | 26 września 1995   | Włochy             |                                           |
| Andrea Di Renzo                          | 24 stycznia 1995   | Włochy             | VPM Porto Sant'Elpidio Monte Urano (2019) |
| Lorenzo Fortunato                        | 9 maja 1996        | Włochy             | Hopplà-Petroli Firenze (2018)             |
| Marco Frapporti                          | 30 marca 1985      | Włochy             | Androni Giocattoli-Sidermec (2019)        |
| Andrea Garosio                           | 12 czerwca 1993    | Włochy             | Bahrain-Merida (2019)                     |
| Roberto González                         | 21 maja 1994       | Panama             | Bicicletas Strongman (2017)               |
| Alessandro Iacchi                        | 26 maja 1999       | Włochy             |                                           |
| Umberto Marengo                          | 21 lipca 1992      | Włochy             | GSC Viris Vigevano Lomellina (2018)       |
| James Mitri                              | 28 lutego 1999     | Nowa Zelandia      | Burgos-BH (2019)                          |
| Jan Petelin                              | 2 lipca 1996       | Luksemburg         | Differdange-GeBa (2019)                   |
| Lorenzo Rota                             | 23 maja 1995       | Włochy             | Bardiani CSF (2019)                       |
| Matteo Spreafico (1 sie–31 paź, Przypis) | 15 lutego 1993     | Włochy             | Androni Giocattoli-Sidermec (2020)        |
| Riccardo Stacchiotti (1 mar–31 gru)      | 8 listopada 1991   | Włochy             | Giotti Victoria-Palomar (2019)            |
| Veljko Stojnić                           | 4 lutego 1999      | Serbia             | Team Franco Ballerini (2019)              |
| Leonardo Tortomasi                       | 21 stycznia 1994   | Włochy             |                                           |
| Etienne van Empel                        | 14 kwietnia 1994   | Holandia           | Roompot-Nederlandse Loterij (2018)        |
| Giovanni Visconti                        | 13 stycznia 1983   | Włochy             | Bahrain-Merida (2018)                     |
| Luca Wackermann                          | 13 marca 1992      | Włochy             | Bardiani CSF (2019)                       |
| Edoardo Zardini                          | 2 listopada 1989   | Włochy             | Bardiani CSF (2017)                       |
|                                          |                    |                    |                                           |
| Źródło: ProCyclingStats                  |                    |                    |                                           |

Przypis: Matteo Spreafico, zwolniony za doping

#### Zwycięstwa
| Zwycięstwa       | Zwycięstwa                               | Zwycięstwa | Zwycięstwa | Zwycięstwa      | Zwycięstwa |
| Data             | Wyścig                                   | Państwo    | Kategoria  | Zwycięzca       |            |
| ---------------- | ---------------------------------------- | ---------- | ---------- | --------------- | ---------- |
| 18 sie           | Tour du Limousin, 1. etap                | Francja    | 2.1        | Luca Wackermann |            |
| 21 sierpnia 2020 | Tour du Limousin, klasyfikacja generalna | Francja    | 2.1        | Luca Wackermann |            |

### 2019

#### Skład
| Skład drużyny 2019             | Skład drużyny 2019 | Skład drużyny 2019 | Skład drużyny 2019                     |
| Imię i nazwisko                | Data urodzenia     | Państwo            | Poprzednia grupa                       |
| ------------------------------ | ------------------ | ------------------ | -------------------------------------- |
| Liam Bertazzo                  | 17 lutego 1992     | Włochy             | MG Kvis-Wilier (2014)                  |
| Simone Bevilacqua              | 22 lutego 1997     | Włochy             | Zalf Euromobil Désirée Fior (2017)     |
| Francesco Manuel Bongiorno     | 1 września 1990    | Włochy             | Sangemini-MG.Kvis-Vega (2018)          |
| Giuseppe Fonzi                 | 2 sierpnia 1991    | Włochy             | Vini Fantini Nippo (2014)              |
| Lorenzo Fortunato              | 9 maja 1996        | Włochy             | Hopplà-Petroli Firenze (2018)          |
| Davide Gabburo                 | 1 kwietnia 1993    | Włochy             | Amore & Vita-Prodir (2018)             |
| Moreno Marchetti (1 sty–1 sie) | 27 kwietnia 1998   | Włochy             |                                        |
| Umberto Marengo                | 21 lipca 1992      | Włochy             | GSC Viris Vigevano Lomellina (2018)    |
| Luca Pacioni                   | 13 sierpnia 1993   | Włochy             | Androni-Sidermec-Bottecchia (2017)     |
| Dayer Quintana                 | 10 sierpnia 1992   | Kolumbia           | Movistar Team (2018)                   |
| Luca Raggio                    | 26 marca 1995      | Włochy             | Viris Maserati-Sisal Matchpoint (2017) |
| Massimo Rosa                   | 9 grudnia 1995     | Włochy             |                                        |
| Sebastian Schönberger          | 14 maja 1994       | Austria            | Hrinkow Advarics Cycleang (2018)       |
| Etienne van Empel              | 14 kwietnia 1994   | Holandia           | Roompot-Nederlandse Loterij (2018)     |
| Simone Velasco                 | 2 grudnia 1995     | Włochy             | Bardiani CSF (2017)                    |
| Giovanni Visconti              | 13 stycznia 1983   | Włochy             | Bahrain-Merida (2018)                  |
| Edoardo Zardini                | 2 listopada 1989   | Włochy             | Bardiani CSF (2017)                    |
|                                |                    |                    |                                        |
| Źródło: ProCyclingStats        |                    |                    |                                        |

#### Zwycięstwa
| Zwycięstwa | Zwycięstwa                                           | Zwycięstwa        | Zwycięstwa | Zwycięstwa        | Zwycięstwa |
| Data       | Wyścig                                               | Państwo           | Kategoria  | Zwycięzca         |            |
| ---------- | ---------------------------------------------------- | ----------------- | ---------- | ----------------- | ---------- |
| 17 lut     | Trofeo Laigueglia                                    | Włochy            | 1.HC       | Simone Velasco    |            |
| 29 mar     | Settimana Internazionale di Coppi e Bartali, 3. etap | Włochy            | 2.1        | Simone Velasco    |            |
| 12 kwi     | Tour de Langkawi, 7. etap                            | Malezja           | 2.HC       | Simone Bevilacqua |            |
| 22 cze     | Dirka po Sloveniji, 4. etap                          | Słowenia          | 2.HC       | Giovanni Visconti |            |
| 9 lip      | Österreich-Rundfahrt, 3. etap                        | Austria           | 2.1        | Giovanni Visconti |            |
| 13 sie     | Tour of Utah, 1. etap                                | Stany Zjednoczone | 2.HC       | Umberto Marengo   |            |
| 18 wrz     | Giro di Toscana                                      | Włochy            | 1.1        | Giovanni Visconti |            |

### 2018

#### Skład
| Skład drużyny 2018                       | Skład drużyny 2018 | Skład drużyny 2018 | Skład drużyny 2018                     |
| Imię i nazwisko                          | Data urodzenia     | Państwo            | Poprzednia grupa                       |
| ---------------------------------------- | ------------------ | ------------------ | -------------------------------------- |
| Liam Bertazzo                            | 17 lutego 1992     | Włochy             | MG Kvis-Wilier (2014)                  |
| Simone Bevilacqua                        | 22 lutego 1997     | Włochy             | Zalf Euromobil Désirée Fior (2017)     |
| Matteo Busato                            | 20 grudnia 1987    | Włochy             | MG Kvis-Wilier (2014)                  |
| Marco Coledan                            | 22 sierpnia 1988   | Włochy             | Trek-Segafredo (2017)                  |
| Miguel Flórez López                      | 21 lutego 1996     | Kolumbia           | Boyacá Raza de Campeones (2016)        |
| Giuseppe Fonzi                           | 2 sierpnia 1991    | Włochy             | Vini Fantini Nippo (2014)              |
| Ilja Koszewoj                            | 20 marca 1991      | Białoruś           | Lampre-Merida (2016)                   |
| Jakub Mareczko                           | 30 kwietnia 1994   | Włochy             | Viris Maserati (2014)                  |
| Jacopo Mosca                             | 29 sierpnia 1993   | Włochy             | Trek-Segafredo (2016)                  |
| Luca Pacioni                             | 13 sierpnia 1993   | Włochy             | Androni-Sidermec-Bottecchia (2017)     |
| Filippo Pozzato                          | 10 września 1981   | Włochy             | Lampre-Merida (2015)                   |
| Luca Raggio                              | 26 marca 1995      | Włochy             | Viris Maserati-Sisal Matchpoint (2017) |
| Massimo Rosa                             | 9 grudnia 1995     | Włochy             |                                        |
| Alex Turrin                              | 3 czerwca 1992     | Włochy             | Unieuro Wilier (2016)                  |
| Simone Velasco                           | 2 grudnia 1995     | Włochy             | Bardiani CSF (2017)                    |
| Edoardo Zardini                          | 2 listopada 1989   | Włochy             | Bardiani CSF (2017)                    |
| Eugert Zhupa                             | 4 kwietnia 1990    | Albania            | Zalf Euromobil Désirée Fior (2014)     |
|                                          |                    |                    |                                        |
| Źródła: ProCyclingStats Cycling Quotient |                    |                    |                                        |

### 2017

#### Skład
| Skład drużyny 2017                                        | Skład drużyny 2017   | Skład drużyny 2017 | Skład drużyny 2017                                   |
| Imię i nazwisko                                           | Data urodzenia       | Państwo            | Poprzednia grupa                                     |
| --------------------------------------------------------- | -------------------- | ------------------ | ---------------------------------------------------- |
| Julen Amezqueta                                           | 12 sierpnia 1993     | Hiszpania          | Café Baqué-Conservas Campos (2015)                   |
| Rafael Andriato                                           | 20 października 1987 | Brazylia           | Memorial-Santos-Fupes (2016)                         |
| Manuel Belletti                                           | 14 października 1985 | Włochy             | Androni Giocattoli-Venezuela (2014)                  |
| Liam Bertazzo                                             | 17 lutego 1992       | Włochy             | MG Kvis-Wilier (2014)                                |
| Matteo Busato                                             | 20 grudnia 1987      | Włochy             | MG Kvis-Wilier (2014)                                |
| Matteo Draperi                                            | 17 stycznia 1991     | Włochy             | UC Monaco (2015)                                     |
| Gilbert Ducournau                                         | 25 września 1992     | Wenezuela          |                                                      |
| Andrea Fedi                                               | 29 maja 1991         | Włochy             | Ceramica Flaminia-Fondriest (2013)                   |
| Miguel Flórez López                                       | 21 lutego 1996       | Kolumbia           | Boyacá Raza de Campeones (2016)                      |
| Giuseppe Fonzi                                            | 2 sierpnia 1991      | Włochy             | Vini Fantini Nippo (2014)                            |
| Yonder Godoy                                              | 19 kwietnia 1993     | Wenezuela          | Fedeindustria-Gobernación de Yaracuy-Cavebici (2016) |
| Ilja Koszewoj                                             | 20 marca 1991        | Białoruś           | Lampre-Merida (2016)                                 |
| Jakub Mareczko                                            | 30 kwietnia 1994     | Włochy             | Viris Maserati (2014)                                |
| Daniel Felipe Martínez                                    | 25 kwietnia 1996     | Kolumbia           | Colombia (2015)                                      |
| Jacopo Mosca                                              | 29 sierpnia 1993     | Włochy             | Trek-Segafredo (2016)                                |
| Filippo Pozzato                                           | 10 września 1981     | Włochy             | Lampre-Merida (2015)                                 |
| Cristián Rodríguez                                        | 3 marca 1995         | Hiszpania          | Caja Rural-Seguros RGA amateur (2015)                |
| Mirko Tedeschi                                            | 5 stycznia 1989      | Włochy             |                                                      |
| Alex Turrin                                               | 3 czerwca 1992       | Włochy             | Unieuro Wilier (2016)                                |
| Eugert Zhupa                                              | 4 kwietnia 1990      | Albania            | Zalf Euromobil Désirée Fior (2014)                   |
| Alberto Cecchin                                           | 8 sierpnia 1989      | Włochy             | Roth (2016)                                          |
| Yuri Colonna (1 sie–31 gru, stażysta)                     | 9 października 1996  | Włochy             |                                                      |
| Mattia Marcelli (1 sie–31 gru, stażysta)                  | 30 lipca 1991        | Włochy             |                                                      |
| Luca Raggio (1 sie–31 gru, stażysta)                      | 26 marca 1995        | Włochy             | Viris Maserati-Sisal Matchpoint (2017)               |
|                                                           |                      |                    |                                                      |
| Źródła: ProCyclingStats Cycling Quotient Cycling Archives |                      |                    |                                                      |

### 2016

#### Skład
| Skład drużyny 2016                                        | Skład drużyny 2016   | Skład drużyny 2016 | Skład drużyny 2016                    |
| Imię i nazwisko                                           | Data urodzenia       | Państwo            | Poprzednia grupa                      |
| --------------------------------------------------------- | -------------------- | ------------------ | ------------------------------------- |
| Julen Amezqueta                                           | 12 sierpnia 1993     | Hiszpania          | Café Baqué-Conservas Campos (2015)    |
| Rafael Andriato (14 lip–31 gru)                           | 20 października 1987 | Brazylia           |                                       |
| Manuel Belletti                                           | 14 października 1985 | Włochy             | Androni Giocattoli-Venezuela (2014)   |
| Liam Bertazzo                                             | 17 lutego 1992       | Włochy             | MG Kvis-Wilier (2014)                 |
| Matteo Busato                                             | 20 grudnia 1987      | Włochy             | MG Kvis-Wilier (2014)                 |
| Samuele Conti (1 sty–16 wrz)                              | 14 września 1991     | Włochy             |                                       |
| Andrea Dal Col (1 sty–24 lip)                             | 30 kwietnia 1991     | Włochy             | Trevigiani Dynamon Bottoli (2013)     |
| Matteo Draperi                                            | 17 stycznia 1991     | Włochy             | UC Monaco (2015)                      |
| Gilbert Ducournau                                         | 25 września 1992     | Wenezuela          |                                       |
| Andrea Fedi                                               | 29 maja 1991         | Włochy             | Ceramica Flaminia-Fondriest (2013)    |
| Giuseppe Fonzi                                            | 2 sierpnia 1991      | Włochy             | Vini Fantini Nippo (2014)             |
| Tomás Gil                                                 | 23 maja 1977         | Wenezuela          | Androni Giocattoli-Venezuela (2013)   |
| Yonder Godoy (14 lip–31 gru)                              | 19 kwietnia 1993     | Wenezuela          | Androni Giocattoli-Sidermec (2015)    |
| Jakub Mareczko                                            | 30 kwietnia 1994     | Włochy             | Viris Maserati (2014)                 |
| Daniel Felipe Martínez                                    | 25 kwietnia 1996     | Kolumbia           | Colombia (2015)                       |
| Filippo Pozzato                                           | 10 września 1981     | Włochy             | Lampre-Merida (2015)                  |
| Cristián Rodríguez                                        | 3 marca 1995         | Hiszpania          | Caja Rural-Seguros RGA amateur (2015) |
| Enrique Sanz                                              | 11 września 1989     | Hiszpania          | Movistar Team (2015)                  |
| Mirko Tedeschi                                            | 5 stycznia 1989      | Włochy             |                                       |
| Mirko Trosino                                             | 19 października 1992 | Włochy             |                                       |
| Eugert Zhupa                                              | 4 kwietnia 1990      | Albania            | Zalf Euromobil Désirée Fior (2014)    |
| Jonathan Cañaveral (1 sie–31 gru, stażysta)               | 2 listopada 1996     | Kolumbia           |                                       |
| Xuban Errazkin (1 sie–31 gru, stażysta)                   | 25 sierpnia 1996     | Hiszpania          |                                       |
| Cristian Raileanu (1 sie–31 gru, stażysta)                | 24 stycznia 1993     | Mołdawia           |                                       |
|                                                           |                      |                    |                                       |
| Źródła: ProCyclingStats Cycling Quotient Cycling Archives |                      |                    |                                       |

### 2015

#### Skład
| Skład drużyny 2015                          | Skład drużyny 2015   | Skład drużyny 2015 | Skład drużyny 2015                    |
| Imię i nazwisko                             | Data urodzenia       | Państwo            | Poprzednia grupa                      |
| ------------------------------------------- | -------------------- | ------------------ | ------------------------------------- |
| Rafael Andriato                             | 20 października 1987 | Brazylia           |                                       |
| Manuel Belletti                             | 14 października 1985 | Włochy             | Androni Giocattoli-Venezuela (2014)   |
| Liam Bertazzo                               | 17 lutego 1992       | Włochy             | MG Kvis-Wilier (2014)                 |
| Matteo Busato                               | 20 grudnia 1987      | Włochy             | MG Kvis-Wilier (2014)                 |
| Ramón Carretero (1 sty–15 cze)              | 26 listopada 1990    | Panama             | Movistar Continental (2012)           |
| Giorgio Cecchinel                           | 24 czerwca 1989      | Włochy             |                                       |
| Samuele Conti                               | 14 września 1991     | Włochy             |                                       |
| Andrea Dal Col                              | 30 kwietnia 1991     | Włochy             | Trevigiani Dynamon Bottoli (2013)     |
| Elia Favilli                                | 31 stycznia 1989     | Włochy             | Lampre-Merida (2014)                  |
| Andrea Fedi                                 | 29 maja 1991         | Włochy             | Ceramica Flaminia-Fondriest (2013)    |
| Mauro Finetto                               | 10 maja 1985         | Włochy             | Liquigas-Cannondale (2011)            |
| Giuseppe Fonzi                              | 2 sierpnia 1991      | Włochy             | Vini Fantini Nippo (2014)             |
| Francesco Gavazzi                           | 1 sierpnia 1984      | Włochy             | Astana (2014)                         |
| Tomás Gil (22 maj–31 gru)                   | 23 maja 1977         | Wenezuela          | Androni Giocattoli-Venezuela (2013)   |
| Jakub Mareczko                              | 30 kwietnia 1994     | Włochy             | Viris Maserati (2014)                 |
| Yonathan Monsalve                           | 28 czerwca 1989      | Wenezuela          | Androni Giocattoli-Venezuela (2012)   |
| Alessandro Petacchi                         | 3 stycznia 1974      | Włochy             | Omega Pharma-Quick Step (2014)        |
| Simone Ponzi                                | 17 stycznia 1987     | Włochy             | Astana (2013)                         |
| Mirko Tedeschi                              | 5 stycznia 1989      | Włochy             |                                       |
| Luca Wackermann                             | 13 marca 1992        | Włochy             | Lampre-Merida (2014)                  |
| Eugert Zhupa                                | 4 kwietnia 1990      | Albania            | Zalf Euromobil Désirée Fior (2014)    |
| Julen Amezqueta (1 sie–31 gru, stażysta)    | 12 sierpnia 1993     | Hiszpania          | Seguros Bilbao (2014)                 |
| Cristián Rodríguez (1 sie–31 gru, stażysta) | 3 marca 1995         | Hiszpania          | Caja Rural-Seguros RGA amateur (2015) |
|                                             |                      |                    |                                       |
| Źródło: ProCyclingStats                     |                      |                    |                                       |